# Erioptera (Mesocyphona) iquitosensis
Erioptera (Mesocyphona) iquitosensis is een tweevleugelige uit de familie steltmuggen (Limoniidae). De soort komt voor in het Neotropisch gebied.